# Antonius Cornelis Bolsius
Antonius Cornelis Bolsius ('s-Hertogenbosch, 24 december 1839 – Roermond, 9 februari 1874) was een Nederlands architect. Hij was de eerste leerling van architect P.J.H. Cuypers.

## Leven en werk

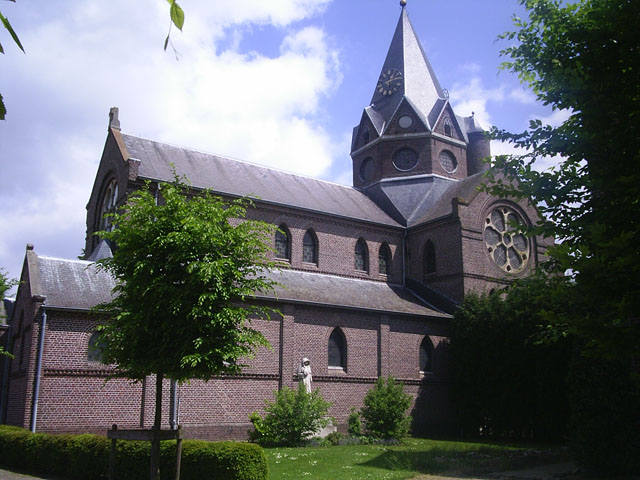
O.L. Vrouw Geboortekerk, Ohé en Laak. 1865-1867.

Hij was zoon van Josephus Laurentius Bolsius en Maria Margaretha Wilhelmina Janssen. Hij volgde een opleiding in Antwerpen. In 1860 werd hij 'leerling-aspirant' bij het in 1852 door Cuypers en Stoltzenberg opgerichte Atelier Cuypers-Stoltzenberg. Bolsius schijnt echter slecht met Stoltzenberg overweg gekund hebben en was ook niet zo'n harde werker als Cuypers. In 1865 schreef Cuypers' vrouw Nenny aan haar man, die inmiddels in Amsterdam werkzaam was: "'t Wordt tijd dat ge terug komt voor mij [...] maar ook om hier de boel wat te regelen door Bolsius flink aan te stellen daar Ketels klaagt dat de anderen niets uitvoeren". Toch trouwde hij op 27 mei 1868 in Roermond met de dochter van Stoltzenberg, Maria Christina Stoltzenberg. Later vestigde hij zich als zelfstandig architect in Roermond.
Hij ontwierp en vergrootte verschillende kerken in de omgeving van Roermond. Zo bouwde hij in 1866 naar plannen van Cuypers het koor van de – in 1944 verwoeste – Sint-Andreaskerk in Melick en ontwierp hij in 1865 de O.L. Vrouw Geboortekerk in Ohé en Laak, die gebaseerd is op de Munsterkerk in Roermond. In Baarlo maakten Cuypers en Bolsius een serie ontwerpen voor een kruiskerk. In augustus 1873 vergezelde hij Cuypers naar Mainz om te onderhandelen voor de restauratie van de Dom van Mainz. Bolsius was vader van de Roermondse jurist Frans Bolsius. Bolsius en zijn vrouw werden met zoon Frans bijgezet in de door Cuypers ontworpen grafkapel van de familie Stoltzenberg op de begraafplaats Nabij de Kapel in 't Zand in Roermond.

## Werk
- O.L. Vrouw Geboortekerk, Ohé en Laak. 1865-1867.
- Sint Jozefkerk, Doenrade. 1871-1872.
- Woonhuis, Andersonweg, Roermond (?).